# Dominique Lokoli
Dominique Lokoli est un footballeur français né le 29 janvier 1952  à Rouen (Seine-Inférieure). Il était défenseur. 
Dominique Lokoli dispute au total 283 matchs en Division 1 et 66 matchs en Division 2.

## Liens familiaux
Son fils Laurent Lokoli a remporté l'Orange Bowl de tennis un des plus importants tournois junior, et a disputé les 4 Grands Chelems de tennis.

## Carrière de joueur
- 1970-1974 :  AS Choisy-le-Roi (formation)
- 1974-1979 :  Paris SG
- 1979-1981 :  AS Nancy-Lorraine
- 1981-1984 :  AJ Auxerre
- 1984-1986 :  Stade de Reims
- 1986-1987 :  UMS Montélimar[3]